# Tåmträsket
Tåmträsket är en sjö i Skellefteå kommun i Västerbotten och ingår i Åbyälven-Byskeälvens kustområde. Sjön har en area på 1,84 kvadratkilometer och ligger 55 meter över havet. Sjön avvattnas av vattendraget Tåmälven (Finnträskån).

## Delavrinningsområde
Tåmträsket ingår i det delavrinningsområde (722636-175200) som SMHI kallar för Utloppet av Tåmträsket. Medelhöjden är 60 meter över havet och ytan är 5,89 kvadratkilometer. Räknas de 8 avrinningsområdena uppströms in blir den ackumulerade arean 82,41 kvadratkilometer. Avrinningsområdets utflöde Tåmälven (Finnträskån) mynnar i havet. Avrinningsområdet består mestadels av skog (60 procent). Avrinningsområdet har 1,83 kvadratkilometer vattenytor vilket ger det en sjöprocent på 31,1 procent.